# Новомиколаївський район
Новомикола́ївський райо́н — колишній район на півночі Запорізької області України. Районний центр — Новомиколаївка. Населення становить 15,3 тис осіб (2019 р.). Площа району — 915 км². Утворено 1923 року.

## Географія

### Розташування
Площа району становить 915 км². Розташований на правому березі річки Верхня Терса, за 60 км на північний схід від Запоріжжя і за 27 км на захід від залізничної станції Гайчур Придніпровської залізниці. Через селище Новомиколаївка пролягає шосе Запоріжжя-Донецьк. Межі району: межує з Вільнянським, Оріхівським, Гуляйпільським районами Запорізької області, Покровським та Васильківським районами Дніпропетровської області.

### Природні ресурси
Загальна площа земельного фонду становить 1290,4324 га, з них:
- природні водостоки (річки та струмки) — 437,4 га;
- ставки — 853,0324 га.

На території Новомиколаївської селищної, Підгірненської, Зеленівської, Веселогаївської, Терсянської, Софіївської, Самійлівської, Новоіванківської та Сторчівських сільських радах в оренді знаходиться 20 ставків на загальну площу 388,475 га, з них:
- ставок — 238,3122 га;
- прибережна смуга — 143,4122 га;
- греблі — 7,6433 га.

Ставки орендовано терміном на 13, 15 та 49 років користування.
Поверхня району — хвиляста, рівнинна, подекуди порізана ярами та балками. Основна корисна копалина — граніт, кар'єр, пісок та глина. Ґрунт — звичайний чорнозем.

### Клімат
Клімат помірно-континентальний з вираженими посушливо-суховійними явищами, типовий для клімату степів. Для нього характерно малосніжна зима та жарке літо.
Середньорічні температури: літня + 22,8 °C, зимова — 4,9 °C. Річна кількість опадів 438 мм. На рік у середньому припадає 225 сонячних днів. Такі кліматичні умови сприяють розвитку сільського господарства.

### Корисні копалини
На території району знаходяться у невеликих кількостях такі корисні копалини як граніт, пісок, глина.

### Ландшафти
За фізико-географічним районуванням Запорізької області, район лежить у межах Вовчансько-Нижньогайчурського фізико-географічного району Кінсько-Ялинської низовинної області Лівобережно-Дніпровсько-Приазовського північно-степового краю Північно-степової підзони Степової зони.

## Історія
Район утворений 1923 року. У 1962–1966 роках його територія входила до складу Вільнянського, Гуляйпільського та Оріхівського районів.
Праісторія району своїми коріннями сягає ще в XVIII століття. Першими поселенцями були державні селяни з села Кочережки Павлоградського повіту Катеринославської губернії. Поселення стали іменувати теж Кочережки, а частіше — Нові Кочережки. Така назва існувала до 1813 року.
У грудні того року на день Святого Миколая освятили новозбудовану церкву, і село перейменували на Новомиколаївку. Територіально вона належала до Покровської волості Олександрівського повіту Катеринославської губернії.
Як свідчать матеріали 1939 року, у 98 населених пунктах Новомиколаївського району на той час мешкало 38 тис. осіб. Утворювалися села у різні часи. Деякі, наприклад, в останній чверті XVIII ст. (Новомиколаївка, Терсянка), інші — в І половині XIX ст., Тернувате (до 1946 р. — Гайчур) — наприкінці XIX ст. в період спорудження залізничної лінії Катеринослав— Чаплине—Бердянськ.
У передвоєнні роки зростав добробут населення. Щороку зводились нові господарські споруди, багато житлових будинків. Спокійне, мирне існування тисяч людей обірвала війна, розв'язана гітлерівською Німеччиною.
4 жовтня 1941 року німецькі війська захопили райцентр та інші населені пункти району. За два роки окупації вороги знищили 317 мешканців району, 55 полонених радянських воїнів, розстріляли комуністів. У концтабори та на каторжні роботи до Німеччини вивезли 3720 чоловік. Завдано матеріальної шкоди району на суму 311,3 мільйона карбованців. Підпільна організація «Гроза фашизму» проводила велику роботу в тилу ворога, спрямовану на дезорганізацію тилу шляхом саботажу, диверсій, терористичних актів, розвідки.
Визволення району пройшло у другій половині вересня 1943 року. На фронтах Радянсько-німецької війнибилися проти німців 5300 мешканців району. Загинуло 3243 воїна, чиї імена викарбувані на стелах меморіалів. Троє земляків — А. Г. Кайда з с. Вікторівки, І. А. Манойло з с. Різдвянка та М. А. Плакса з с. Мирополя — удостоєні звання Героя Радянського Союзу, а В. Г. Гриценко з Новоіванківки став повним кавалером орденів Слави.
Післявоєнні роки — це роки відбудови. До кінця 1950 року було відбудовано всі адміністративно-господарські та культурно-освітні заклади, довоєнний рівень економіки був повністю відновлений.
З 1962 до 1966 року Новомиколаївський район був розформований, а його територія входила до Вільнянського, Гуляйпільського та Оріхівського районів.
У грудні 1966 року відновлено Новомиколаївський район. Центр району — селище Новомиколаївка, розташоване на правому березі річки Верхня Терса.
Найбільшого ефективного економічного та соціального розвитку в кожному господарстві і районі в цілому було досягнуто за період з кінця 50-х до початку 90-х років минулого століття.
У 2000 році в Новомиколаївку прийшов природний газ. Газогін з Вільнянська збудовано за рахунок кооперування коштів та державних капітальних вкладень. Робота з проведення газогонів до населених пунктів району триває і нині.

## Адміністративний устрій
Адміністративно-територіально район поділяється на 2 селишні ради і 12 сільських рад, які об'єднують 70 населених пунктів та підпорядковані Новомиколаївській районній раді. Адміністративний центр — смт Новомиколаївка.

## Промисловість
Район має непоганий агропромисловий потенціал. Загальна площа сільськогосподарських угідь становить 82,7 тис. га (3,7% від загальної площі по області), в тому числі, ріллі — 70,5 тис. га. Розораність земельних угідь досягає 86 відсотків. 41% ріллі знаходиться на схилах від 0 до 1 градуса, і 45% — від 1 до 2 градусів.
Промисловість району представлена двома підприємствами ТОВ «Запорожець», який займається переробкою сільськогосподарської продукції та ВАТ «Новомиколаївський молокозавод» — переробка молочної продукції.

### Підприємства
ВАТ «Новомиколаївський Молокозавод»
ВАТ «Новомиколаївський Агрос»
ТОВ «Гайчур»
ТОВ «Терса»
ВАТ «Шовковий Шлях»
ДП Запорізький Кінний Завод № 86
ТОВ «Комбікормщик»
ВАТ «Гайчурський Елеватор»
ТОВ «Запорожець»

## Транспорт

### Автотранспорт
Транспортне обслуговування району здійснює ВАТ АТП «Транспортник», що охоплює майже весь район (64 населених пункти).

### Залізничний транспорт
Залізниця проходить в південній частині району. Залізнична станцію Гайчур обслуговує пасажиро — та вантажоперевезення.

### Авіаційний транспорт
Важливу роль у транспортній системі району відіграє Запорізький регіональний аеропорт, що знаходиться в м. Запоріжжі за 60 км від району, який має статус міжнародного і займає четверте місце в Україні по інтенсивності потоку пасажирів.

### Річковий та морський транспорт
Важливу роль у транспортній системі відіграє велика судноплавна артерія — річка Дніпро, яка тече з півночі на південь та знаходиться за 60 км від району. Бердянський морський порт (на Азовському морі), що за 220 км від району є морськими воротами в Запорізьку область.
Термінали та інше портальне обладнання дозволяє приймати та зберігати всі види вантажу, окрім наливного, та обслуговувати всі типи судів, у тому числі річкові та океанські. До порту підходять залізничні колії, що дозволяє здійснювати доставку вантажу в будь-який регіон України.
Значна частка загального потоку вантажів припадає на Запорізький річковий вантажний порт.

## Населення
Розподіл населення за віком та статтю (2001)
| Стать | Всього | До 15 років | 15-24 | 25-44 | 45-64 | 65-85 | Понад 85 |
| --- | ------ | ----------- | ----- | ----- | ----- | ----- | -------- |
| Чоловіки | 8903   | 1787        | 1150  | 2605  | 2181  | 1145  | 35       |
| Жінки | 10 675 | 1597        | 1159  | 2639  | 2786  | 2306  | 188      |
| \| Статево-вікова піраміда \| Статево-вікова піраміда \| Статево-вікова піраміда \| \| ----------------------- \| ----------------------- \| ----------------------- \| \| Чоловіки \| Вік \| Жінки \| \| 35 \| 85 + \| 188 \| \| 62 \| 80-84 \| 250 \| \| 211 \| 75-79 \| 623 \| \| 473 \| 70-74 \| 826 \| \| 399 \| 65-69 \| 607 \| \| 738 \| 60-64 \| 1130 \| \| 299 \| 55-59 \| 480 \| \| 503 \| 50-54 \| 519 \| \| 641 \| 45-49 \| 657 \| \| 726 \| 40-44 \| 724 \| \| 773 \| 35-39 \| 725 \| \| 579 \| 30-34 \| 590 \| \| 527 \| 25-29 \| 600 \| \| 475 \| 20-24 \| 520 \| \| 675 \| 15-20 \| 639 \| \| 797 \| 10-14 \| 702 \| \| 608 \| 5-9 \| 548 \| \| 382 \| 0-4 \| 347 \| |        |             |       |       |       |       |          |
| Статево-вікова піраміда |        |             |       |       |       |       |          |
| Чоловіки | Вік    | Жінки       |       |       |       |       |          |
| 35 | 85 +   | 188         |       |       |       |       |          |
| 62 | 80-84  | 250         |       |       |       |       |          |
| 211 | 75-79  | 623         |       |       |       |       |          |
| 473 | 70-74  | 826         |       |       |       |       |          |
| 399 | 65-69  | 607         |       |       |       |       |          |
| 738 | 60-64  | 1130        |       |       |       |       |          |
| 299 | 55-59  | 480         |       |       |       |       |          |
| 503 | 50-54  | 519         |       |       |       |       |          |
| 641 | 45-49  | 657         |       |       |       |       |          |
| 726 | 40-44  | 724         |       |       |       |       |          |
| 773 | 35-39  | 725         |       |       |       |       |          |
| 579 | 30-34  | 590         |       |       |       |       |          |
| 527 | 25-29  | 600         |       |       |       |       |          |
| 475 | 20-24  | 520         |       |       |       |       |          |
| 675 | 15-20  | 639         |       |       |       |       |          |
| 797 | 10-14  | 702         |       |       |       |       |          |
| 608 | 5-9    | 548         |       |       |       |       |          |
| 382 | 0-4    | 347         |       |       |       |       |          |

Майже 90% населення — українці. Всього ж в районі проживають представники 11 національностей.

## Туристичний потенціал

### Природно-заповідний фонд

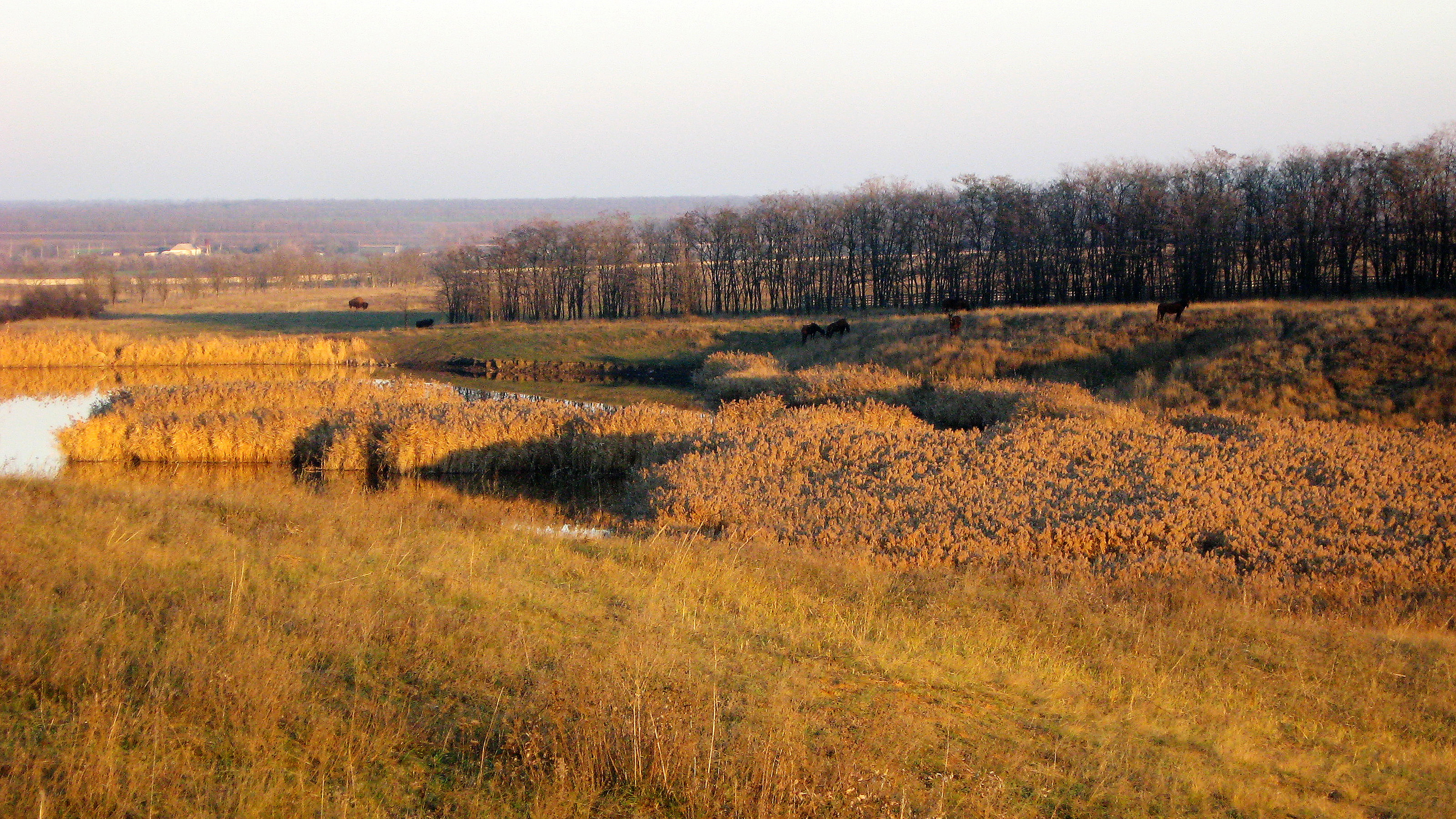
Зоопарк «Таврія». Новомиколаївський район

До природно-заповідного фонду Новомиколаївського району входить 18 об'єктів ПЗФ місцевого (обласного) значення, у тому числі 14 заказників, 3 пам'ятки природи, 1 зоологічний парк. Відсоток заповідності складає 0,83.
- Ботанічний заказник «Цілинна ділянка»
- Ландшафтний заказник «Хвойно-листяний ліс з степовою ділянкою і струмком»
- Ландшафтний заказник «Балка Червоногорівська»
- Ландшафтний заказник «Балка Мар'янівська»
- Ландшафтний заказник «Ставок із степовими ділянками»
- Ландшафтний заказник «Балка Терсянська»
- Ландшафтний заказник «Балка Садова»
- Ботанічний заказник «Балка Голубівка»
- Зоологічний парк місцевого значення «Таврія»
- Ботанічний заказник «Балка безіменна»
- Ботанічний заказник «Балка Гончари»
- Зоологічний заказник «Лубенцівський»
- Зоологічний заказник «Каштанівський»
- Ландшафтний заказник «Кучерявий»
- Балка «Роднинська»
- Дуб черешчатий
- Цілинна ділянка біля ріки Терса

### Заклади культури і мистецтв
- Новомиколаївський районний історико-краєзнавчий музей
- Новомиколаївський районний будинок культури
- Новомиколаївська районна бібліотека
- Новомиколаївська школа естетичного виховання

### Історико-культурні пам'ятки
- Пам'ятник трудової слави — трактор ЧТЗ
- Меморіальний комплекс на честь воїнів-визволителів

### Садиби та об'єкти сільського туризму, етносадиби
- Садиба зеленого туризму, с. Новосолоне
- Запорізький кінний завод № 86

## Політика
25 травня 2014 року відбулися Президентські вибори України. У межах Новомиколаївського району було створено 18 виборчих дільниць. Явка на виборах складала — 53,69% (проголосували 7 017 із 13 070 виборців). Найбільшу кількість голосів отримав Петро Порошенко — 41,06% (2 881 виборців); Сергій Тігіпко — 12,84% (901 виборців), Олег Ляшко — 8,55% (600 виборців), Юлія Тимошенко — 7,85% (551 виборців), Михайло Добкін — 6,93% (486 виборців), Анатолій Гриценко — 4,69% (329 виборців). Решта кандидатів набрали меншу кількість голосів. Кількість недійсних або зіпсованих бюлетенів — 2,44%.